# Filip Fjeld Andersen
Pour les articles homonymes, voir Andersen.
Filip Fjeld Andersen, né le 4 juillet 1999 à Nesodden, est un biathlète norvégien.

## Biographie
Son frère Aleksander est aussi un biathlète de haut niveau et il pousse Filip à concourir dans ce sport.
Dans les catégories de jeunes, il obtient aussi des résultats en ski de fond, se classant notamment deuxième du championnat de Norvège des moins de 18 ans en 2017 (15 kilomètres).
Membre du club de Geilo, il fait ses débuts internationaux au championnat du monde junior de 2018 à Otepää, où il remporte l'argent à l'individuel et le bronze au relais dans la catégorie jeune. Durant la saison 2018-2019, il court seulement deux épreuves dans l'IBU Cup junior, car il est diagnostiqué de la fibrillation atriale, dont il subit trois opérations pour corriger le problème.
Pendant près de deux ans, il n'est pas vu en compétition internationale, se blessant aussi à la cheville. À son retour, le Norvégien, de nouveau en bonne santé, prend la 2e place derrière son frère Aleksander dans le sprint d'Arber dans le cadre de l'étape d'ouverture de l'IBU Cup de la saison. Deux jours plus tard, il remporte sa première course à ce niveau. Aux Championnats d'Europe de biathlon 2021, Andersen a terminé 13e de l'individuel, 14e du sprint et cinquième de la poursuite. Dans les courses restantes de l'IBU Cup de la saison, Andersen est performant à chaque fois, terminant dans le top dix dans presque toutes les compétitions et décrochant quatre podiums dans des courses individuelles. Il est également monté sur le podium une fois en relais. Avant la dernière course individuelle de la saison, le sprint d'Obertilliach, le Norvégien est deuxième du classement général. En gagnant cette course et profitant de la course manquée de son rival Philipp Nawrath (17e, 3 fautes au tir), il passe en première position et obtient également le petit globe du sprint. Le 19 mars 2021, Filip Fjeld Andersen fait ses débuts en Coupe du monde lors des dernières courses de l'hiver 2020/21 à Östersund. Au sprint, il réalise le 58e temps et se qualifie ainsi pour la poursuite, à l'issue de laquelle il termine 35e, place synonyme de premiers points.
En raison de sa première place au classement général de l'IBU Cup l'année dernière, Andersen reçoit une sélection pour commencer en Coupe du monde en 2021-2022. Lors des courses d'Östersund, il est d'abord 31e de l'individuel, puis signe son son premier résultat dans le top dix le lendemain sur le sprint avec le neuvième rang. Malgré ces résultats, Andersen a été est laissé hors de l'équipe pour la deuxième étape de la Coupe du monde et est envoyé en IBU Cup, à Sjusjøen, où il gagne le super-sprint notamment. Andersen est donc nommé pour les étapes de Coupe du monde à Hochfilzen et Annecy-Le Grand-Bornand, à la place de Johannes Dale. Après deux performances moins probantes en Autriche (37e au mieux), le Norvégien surprend en arrivant troisième du sprint au Grand-Bornand, avec un sans faute au tir et donc pour la première fois monte sur un podium en Coupe du monde. Dans la poursuite et la mass-start qui suivent, cependant, de nombreuses erreurs de tir ont rendu impossibles d'autres bons classements, manquant le top 25.
Auteur d'une dixième place aussi à Oberhof, il est alors sélectionné pour les Jeux olympiques de Pékin, même si un départ sur une course est improbable.

Il arrête sa carrière après la saison 2024-2025.

## Caractéristiques
Filip Fjeld Andersen, rapide sur les skis, dit préférer le format du sprint en raison de son intensité et de la moindre concentration qu'il nécessite. À l'inverse sur les courses plus longues, il est plus en difficulté et en raison de son inexpérience, il manque parfois de calme, ce qui lui fait commettre des erreurs au tir.

## Palmarès

### Coupe du monde
- Meilleur classement général : 21e en 2022.
- 4 podiums :
  - 2 podiums individuels : 1 deuxième place et 1 troisième place.
  - 2 podiums en relais : 2 victoires.

Dernière mise à jour le 19 mars 2023 

#### Classements par saison
| Saison    | Individuel | Individuel | Sprint | Sprint   | Poursuite | Poursuite | Mass start | Mass start | Général | Général  |
| Saison    | Points     | Position   | Points | Position | Points    | Position  | Points     | Position   | Points  | Position |
| --------- | ---------- | ---------- | ------ | -------- | --------- | --------- | ---------- | ---------- | ------- | -------- |
| 2020-2021 | -          | nc         | -      | nc       | 6         | 72e       | -          | nc         | 6       | 91e      |
| 2021-2022 | '          | 48e        | '      | 9e       | '         | 27e       | '          | 23e        | '       | 21e      |
| 2022-2023 | '          | 44e        | '      | 18e      | '         | 21e       | '          | 31e        | 324     | 25e      |

### Championnats du monde junior
- Otepää 2018 (jeune) :
  -  Médaille d'argent de l'individuel.
  -  Médaille de bronze du relais.

### IBU Cup
- 1er du classement général en 2021.
- 6 podiums individuels, dont 4 victoires.
- 2 podiums en relais mixte.